# Laurent Blanc
Laurent Blanc (ur. 19 listopada 1965 w Alès) – francuski trener i piłkarz, występujący na pozycji obrońcy, mistrz świata 1998 i mistrz Europy 2000, zdobywca pierwszego złotego gola w historii finałów Mistrzostw Świata, były selekcjoner reprezentacji Francji.

## Życiorys
Swoją karierę klubową Laurent Blanc rozpoczynał w 1983 roku w zespole Montpellier HSC, w którym występował do 1991 roku. Wraz z klubem z Montpellier zdobył mistrzostwo francuskiej Ligue 2 w 1987 roku i Puchar Francji w 1990 roku. W 1991 odszedł do Serie A, do klubu SSC Napoli. Tam jednak nie zagrał dłużej niż jeden sezon i w 1992 był zawodnikiem Nîmes Olympique. W 1993 przeniósł się z Nîmes do AS Saint-Étienne, jednak klub Les Verts nie odnosił już takich sukcesów jak dawniej i w 1995 roku Blanc, jeden z najlepszych graczy w klubie, został zatrudniony przez potentata Ligue 1 AJ Auxerre, z którym w 1996 roku zdobył zarówno mistrzostwo Ligue 1, jak i Puchar Francji. W sezonie 1996/1997 został zawodnikiem słynnego FC Barcelona, z którym zdobył Superpuchar Hiszpanii. Jeszcze przed finałami Mistrzostw Świata przeniósł się do Olympique Marsylia, z którą dotarł w 1999 roku do finału Pucharu UEFA. Ostatnimi klubami Blanca były Inter Mediolan (od 1999) oraz Manchester United (od 2001), z którym zdobył mistrzostwo Anglii w 2003 i zakończył karierę.
Z reprezentacją Francji Laurent Blanc występował już na Mistrzostwach Europy 1992 i 1996, jednak największe sukcesy odnosił wraz z drużyną Aimé Jacqueta na Mistrzostwach Świata 1998, kiedy to po finale z Brazylią Francuzi zdobyli tytuł, choć sam z powodu czerwonej kartki w meczu z Chorwacją nie zagrał w finale. Blanc strzelił również pierwszego w historii finałów Mistrzostw Świata złotego gola, w meczu 1/8 finału przeciwko Paragwajowi, wygranym 1:0. Pod wodzą Rogera Lemerre’a na Mistrzostwach Europy 2000 drużyna z Blanciem w składzie także zdobyła tytuł. Po turnieju Laurent Blanc zakończył karierę reprezentacyjną, a jego dorobek wynosi 97 meczów i 16 strzelonych bramek.
6 czerwca 2007 został trenerem Girondins Bordeaux, z którym w sezonie 2008/2009 zdobył mistrzostwo Francji. 2 lipca 2010 objął stanowisko selekcjonera francuskiej drużyny narodowej. Na Euro 2012 doprowadził Francję do ćwierćfinału, gdzie jego drużyna przegrała z broniącą tytułu mistrza Europy reprezentacją Hiszpanii 0:2. 30 czerwca 2012 roku podał się do dymisji. Później przez rok pozostawał bez pracy. 25 czerwca 2013 został trenerem mistrza kraju Paris Saint-Germain, zastępując Carlo Ancelottiego, który został trenerem Realu Madryt. W ciągu trzech lat pracy w paryskim klubie odniósł wiele sukcesów na arenie krajowej zdobywając m.in. 3 razy z rzędu mistrzostwo Francji, ale nie odnosząc sukcesów na arenie międzynarodowej przez co 22 czerwca 2016 roku PSG podjęło decyzję o jego zwolnieniu i zastąpieniu go hiszpańskim trenerem Unaiem Emerym.

## Osiągnięcia

### Trener
Girondins Bordeaux
- Mistrzostwo Francji: 2008/2009
- Puchar Ligi Francuskiej: 2008/09
- Superpuchar Francji: 2008, 2009

Paris Saint-Germain
- Mistrzostwo Francji: 2013/14, 2014/15, 2015/16
- Puchar Francji: 2014/15, 2015/16
- Puchar Ligi Francuskiej: 2013/14, 2014/15, 2015/16
- Superpuchar Francji: 2013, 2014, 2015

## Odznaczenia
Kawaler Legii Honorowej (1998)